# Fotonaponski sustavi
Fotonaponski sustavi mogu se podijeliti u dvije osnovne grupe;
- prva grupa su takozvani samostalni ili izolirani sustavi (eng. off-grid) u kojima se proizvedena električna energija pohranjuje najčešće u baterije ili akumulatore
- druga grupa su, danas sve rasprostranjeniji i suvremeniji, mrežni sustavi (eng. on-grid ili gried tied) koji proizvedenu električnu energiju predaju u elektroenergetski sustav.[1]

Elemente fotonaponskog sunčevog sustava najvećim dijelom određuju karakteristike građevine (položaj, orijentacija, dimenzije) na kojoj će sustav biti ugrađen. Što se tiče položaja, prvo uzimamo u obzir postoji li u blizini izgrađen elektroenergetski sustav. Ako on nije izgrađen, ili je priključna točka uglavnom daleko, a time priključak skup, tada možemo razmotriti izgradnju samostalnog (izoliranog) sustava čije se troškovi mogu usporediti s troškovima priključka na električnu mrežu. Ako su ti troškovi slični, ili je samostalni sustav čak malo i skuplji od priključka na električnu mrežu, izgradnja se isplati jer će proizvedena električna energija biti besplatna.
U naseljenim mjestima električna mreža je svugdje izgrađena i na tim lokacijama moguće je izgraditi mrežni sustav jer su zakonski oviri za tu mogućnost stvotreni. Tada još uvijek imamo mogućnost izbora samostalnog (izoliranog) sustava, ali u ovom slučaju su znatne ekonomske prednosti na strani mrežnih sustava.
U Europi su tipični mrežni sustavi s takozvanim inteligentnim inverterom (pretvarač) koji uz veliku pogonsku sigurnost uključuje sustav na električnu mrežu. Karakteristika inteligentnog invertera je da električnu energiju koju proizvodi fotonaponski sustav usklađuje s parametrima električne mreže. Druga karakteristika je da u slučaju nestanka električne energije isključuje sunčev sustav iz mreže. Za to postoji više razloga, ali prvenstveno sigurnosni, da pri mogućem održavanju električne mreže ne ugrožava radnike koji rade na mreži.

## Osnovne razlike između samostalnih i mrežnih sustava
Osnovna razlika između samostalnih i mrežnih sustava je u tome da kod samostalnih (izoliranih) fotonaponskih sustava proizvedenu energiju moramo skladištiti na licu mjesta, što prvenstveno postižemo akumulatorima. Kod izuzetno velikih sustava moguće je proizvedenu energiju uskladištiti kao potencijalnu energiju sa sustavom dvije vodene akumulacije na različitim nadmorskim visinama, povezane motor-generatorskom grupom u tzv. prepumpni sustav. Sustavi s akumulatorima, koji su češće u upotrebi, zahtijevaju akumulatore koji su razvijeni za ciklički režim rada. Kod takvih akumulatora izuzetno je bitan zahtjev da izdržavaju česta potpuna (duboka) pražnjenje.
Sljedeći bitan element samostalnog sustava je inverter (DC/AC pretvarač) koji je neophodan ako potrošači trebaju izmjenični napon. Ovaj uređaj električnu energiju istosmjernog napona iz akumulatora (12/24/48 V) pretvara u izmjenični napon (230 V).
Što se tiče fotonaponskih ploča, one su za oba sustava iste. Najveća razlika je da je kod samostalnih sustava potreban regulator napona koji visinu napona iz fotonaponskih ploča, koja se mijenja s intenzitetom Sunca, drži u optimalnim okvirima za punjenje akumulatora. Osim kontrole punjenja regulator ima funkciju zaštite akumulatora od dubokog pražnjenja.
Druga bitna razlika je da u mrežnim sustavima funkciju skladištenja energije vrši električna mreža tj. elektroenergetski sustav. U ovim sustavima nema potrebe za akumulatorima što je velika prednost u pogledu troškova i održavanja.
Slično samostalnim sustavima, i u mrežnim sustavima postoje inverteri, ali im se funkcija razlikuje. Oni osiguravaju sinkronizaciju mrežnog sustava s parametrima (napon, frekvencija, faza) elektroenergetske mreže, te ujedno preuzimaju ulogu regulatora punjenja. Električna energija se iz invertera preko mjerača (dvosmjernog brojila) prodaje u javnu mrežu.

### Prednosti pojedinih sustava
Prednost samostalnih sustava je mogućnost skladištenja električne energije u akumulatore koju možemo koristiti bilo kada. To povećava osjećaj sigurnosti, nema plaćanja računa i energetski smo neovisni.
Nedostatak proizlazi iz karakteristika godišnjih doba, kako je broj sunčanih sati ljeti i zimi različit, tako da je proizvedena energija u zimskim mjesecima manja. Taj nedostatak možemo nadoknaditi povećanjem kapaciteta skladištenja energije, čime možemo premostiti smanjenu proizvodnju u oblačnim razdobljima. Samostalni sustavi nas više motiviraju na štednju energije, jer ako iscrpimo akumulatore, možemo na duže vrijeme ostati bez energije. Samostalni sustav pretpostavlja način života koji se prilagođava dobu dana, na primjer, korištenje većih potrošača kada je sunčano, te upotrebu štednih sijalica i aparata visoke klase energetske učinkovitosti.
Prednost mrežnih sustava je to što ne treba akumulirati proizvedenu energiju, već se ona predaje direktno u javnu mrežu. Za to prethodno treba steći status povlaštenog proizvođača, što znači da treba ishoditi odobranja za izgradnju, zatim izvršiti upis postojenja i na kraju sklopiti ugovor o otkupu.

## Samostalni ili izolirani fotonaponski sustavi
Pri projektiranju samostalnih (izoliranih) sustava treba uz pomoć korisnika kao prvo napraviti temeljitu procjenu potrošnje, kao i vršne (jednovremene) snage potrošača, a kao drugo odrediti režim korištenja i željenu neovisnost kada nema Sunca. Budući da je oprema skupa, poželjno ju je optimalno dimenzionirati u skladu s potrebama. Da bi ovakav sustav zadovoljavao tijekom cijele godine, potrebno ga je dimenzionirati za najnepovoljniji period, a to su zimski mjeseci, te poglavito mjesec prosinac. Ako je potrošnja sezonskog ili vikend karaktera, potrebno je opremu uskladiti s režimom korištenja.
Samostalni fotonaponski sustavi najčešće se koriste na mjestima gdje, zbog bilo kojih razloga, nije moguće izgraditi električnu mrežu, ili ta izgradnja nije isplativa. Samostalni sustavi imaju svoje nedostatke, a i prednosti. Jedna od osnovnih prednosti je da korisniku osigurava potpunu energetsku neovisnost. Što se povrata investicije tiče, ako je priključak na mrežu skuplji od izgradnje fotonaponskog sustava, tada se investicija već u startu isplati, a čista dobit je što ubuduće neće trebati plaćati račune za električnu energiju.
Pri planiranju samostalnih sustava prvo moramo imati na umu to da u svakom trenutku moramo osigurati dovoljno energije. Pošto najčešće ne raspolažemo podacima o potrošnji, moramo popisati sve električne uređaje s njihovim svojstvima i pažljivo izvršiti procjenu vremena rada za svaki uređaj posebno. Iz tih podataka dobije se potrošnja na temelju koje se vrši izbor dijelova sustava, vodeći računa pri tome o maksimalnoj jednovremenoj potrošnji kućanstva. Elementi fotonaponskog sustava su:
- fotonaponske ploče,
- akumulatori,
- pretvarač (inverter),
- regulator punjenja,
- ugradbeni dijelovi i
- provodnici.

Osnovni dio sustava je fotonaponska ploča sastavljena od poluvodičkih članaka na kojima se pod utjecajem Sunčevog svjetla javlja razlika električnog potencijala - napon. Fotonaponske ploče mogu biti različitih dimenzija i snaga, zavisno od toga koliko se fotonaponskih članaka tijekom proizvodnje u njih ugradi i električki poveže u niz. Fotonaponske ploče proizvode struju izravno iz sunčeve svjetlosti, pa rade kao ekološki izuzetno prihvatljivi, a gospodarski sve zanimljiviji izvori struje. Fotonaponske ploče idealno je u našem podneblju postaviti na južnu stranu krova i to pod kutom od oko 45º. Vrlo je bitno izbjeći sjene, pošto se u tom slučaju proizvodnja energije znatno smanjuje.

### Sunčeve baterije
Sunčevi akumulatori (baterija) su spremišta neiskorištene energije, koju fotonaponske ploče proizvedu tijekom sunčanoga vremena (za vrijeme punjenja). One su također izvori energije tijekom razdoblja kada fotonaponske ploče ne mogu proizvoditi (vrijeme pražnjenja). Razdoblje između jednog vremena punjenja i pražnjenja naziva se ciklus, a takav način rada ciklički.
Ciklički način rada, neizbježan u sunčevim sustavima, skraćuje životni vijek baterije. Zato je najvažniji zahtjev na baterije u sunčevim sustavima povećana izdržljivost u cikličkom režimu. Drugi bitan zahtjev je što veći stupanj iskorištenja, odnosno da je što manja razlika između dobivene energije iz baterije tijekom pražnjenja i utrošene energije tijekom punjenja. Baterije koje ispunjavaju ova dva uvjeta nose oznaku SOLAR i nazivaju se sunčeve baterije.
Kod samostalnih sustava potrebno je planirati takozvano vrijeme neovisnosti, što znači da u danima bez Sunca ili u zimskom periodu pri slabom Suncu, sustav skladišti energiju za nekoliko dana prosječne potrošnje. Obično se za ovu svrhu stvaraju rezerve energije za 1 - 3 dana, da se ne ostane bez energije prije novog sučanog dana. To se postiže povećanjem kapaciteta akumulatora 2 - 3 puta u odnosu na jednodnevne potrebe.

### Regulator napona
Regulator napona (kontroler punjenja) (eng. solar charge controller) je elektronički uređaj koji se postavlja između fotonaponskih ploča i akumulatora, a osnovni zadatak mu je promjenjivi napon iz fotonaponskih ploča pretvariti u precizno kontrolirani napon kojim se pune i održavaju baterije. Napon punjenja automatski se pešava ovisno o tipu, stanju napunjenosti i temperaturi baterije. Istodobno regulator štiti akumulator od prenapunjenosti i od predubokog pražnjenja.
Dvije su tipične grupe regulatora napona:
- PWM (eng. Pulse Width Modulation) - jednostavniji i jeftiniji kontroleri punjenja koji se koriste kod manjih solarnih sustava
- MPPT (eng. Maximum Power Point Tracking) - sofisticiraniji i skuplji kontroler, ali i 10-40% učinkovitiji od PWM sustava

### Pretvarač (inverter)
Pretvorbu energije istosmjernoga napona iz akumulatora u izmjenični napon 230 V vrši inverter (pretvarač). Prema obliku napona koji inverteri daju na izlazu postoje tri glavana tipa invertera; pulsni, sinusni i modificirani sinusni inverteri. U svakom slučaju preporučaju se sinusni inverteri, jer oni omogućuju nesmetani rad svih standardnih električnih uređaja. Pojedini kućanski aparati (najčešće motori i kompresori) imaju karakteristiku da u trenutku uključenja uzimaju više struje iz sustava. Česta je greška u planiranju fotonaponskih sustava da se to zanemari i da se upotrijebi manji inverter od potrebnog. Hladnjak je tipičan primjer potrošača koji se često uključuje i isključuje, a pri pokretanju motora treba 5-6 puta veću struju u odnosu na normalan pogon.
Teoretske izračune je malo, ali ipak potrebno uskladiti, uzimajući u obzir iskustva iz prakse. Može se reći da se u odnosu na teoretski izračun sa statističkim podacima o broju sunčanih sati u stvarnosti dobije nešto manje energije. U zimskom periodu možemo računati s 2,2 – 2,5 sunčanih sati u prosjeku, a godišnje s maksimalno 1000 sati, iako je moguće da bude i više od toga. Osim toga potrebno je znati da pojedini uređaji (akumulatori, regulator, inverter, vodiči) rade s određenim gubicima. Radi sigurnosti, upravo iz tih razloga preporuča se blago predimenzioniranje sustava.

## Hibridni fotonaponski sustavi
Postoje i hibridni (miješani) fotonaonski sustavi koji rade kao samostalni sustavi i koriste akumulatore za pohranu energije, ali su povezani i na elektroenergetsku mrežu nju koriste samo kao pričuvni izvor, kada FN ploče ne mogu proizvesti dovoljne količine električne energije, ili primjerice kada su akumulatori prazni. Moguće je i da se viškovi energije koji se ne mogu pohraniti u akumulatore šalje u električnu mrežu kao kod mrežnih sustava.

### Fotonaponski sustavi priključeni na javnu elektroenergetsku mrežu preko kućne instalacije
Tako priključeni fotonaponski sustavi na javnu mrežu preko kućne instalacije pripadaju distribuiranoj proizvodnji električne energije. Dakle, oni omogućuju povezivanje na sustave priključene uglavnom na niskonaponsku razinu elektroenergetskog sustava. U većini se zemalja Europske unije, s obzirom na instaliranu snagu, ovakvi fotonaponski sustavi mogu podijeliti do 30 kW, od 30 kW do 100 kW i preko 100 kW. Primjena ovih fotonaponskih sustava je njihova ugradnja na krovove građevina (kose ili ravne) ili ugradnja u fasade građevina. Za ugradnju većih fotonaponskih sustava na raspolaganju su velike kose ili ravne površine stambenih građevina, proizvodnih hala, športskih dvorana, ugostiteljskih objekta, parkirališne površine itd.
Usavršavanjem rada manjih fotonaponskih sustava počeli su se na građevinama ugrađivati i sustavi većih snaga i do 1 MW. Zanimljivi primjeri su zračna luka u Münchenu (Njemačka), s ugrađenim fotonaponskim pločama snage 475 kW i Vatikan, gdje će se nakon nedavne
ugradnje 2 400 fotonaponskih ploča, ukupne površine 5 000 m2 na krovištu dvorane „Nervi“ (koja služi za opće audijencije), godišnje dobivati oko 300 MWh električne energije.

### Fotonaponski sustavi izravno priključeni na javnu elektroenergetsku mrežu
Ovi sustavi su izravno priključeni na javnu energetsku mrežu i svu proizvedenu električnu energiju predaju u elektroenergetski sustav. Za njih je karakteristična veća snaga i uglavnom se ugrađuju na većim površinama, u blizini elektroenergetske mreže. Za ove sustave se može reći da predstavljaju prave sunčeve fotonaponske elektrane. Obično zahtijevaju od 30 do 40 m2 površine za jedan kW snage, što je oko tri do četiri puta više u odnosu na kristalne module ili šest puta više u odnosu na module tankog filma instalirane na kosim krovovima. S obzirom na instaliranu snagu ovi fotonaponski sustavi dijele se na one snage do 10 MW, od 10 MW do 30 MW i snage veće od 30 MW.
Najveća sunčeva FN elektrana je trenutno sunčeva fotonaponska elektrana Sarnia (Ontario), u Kanadi, s instaliranom snagom od 80 MW izmjenične električne energije (97 MW istosmjerne električne struje), te godišnjom proizvodnjom 120 000 MWh. Druga je sunčeva fotonaponska elektrana Montalto di Castro u Italiji, s instaliranom snagom od 72 MW izmjenične električne energije (84 MW istosmjerne električne struje). U Hrvatskoj trenutno je u gradnji sunčeva fotonaponska elektrana Barban, koja će imati instaliranu snagu od 1 MW, a proizvodila bi 1 200 MWh električne energije godišnje i planira se izgraditi 2012.